# Szawań (stacja kolejowa)
Szawań (ros. Шавань, krl. Šavan’) – stacja kolejowa w miejscowości Szawań, w rejonie siegieżskim, w Karelii, w Rosji. Położona jest na linii Wołchow - Murmańsk.

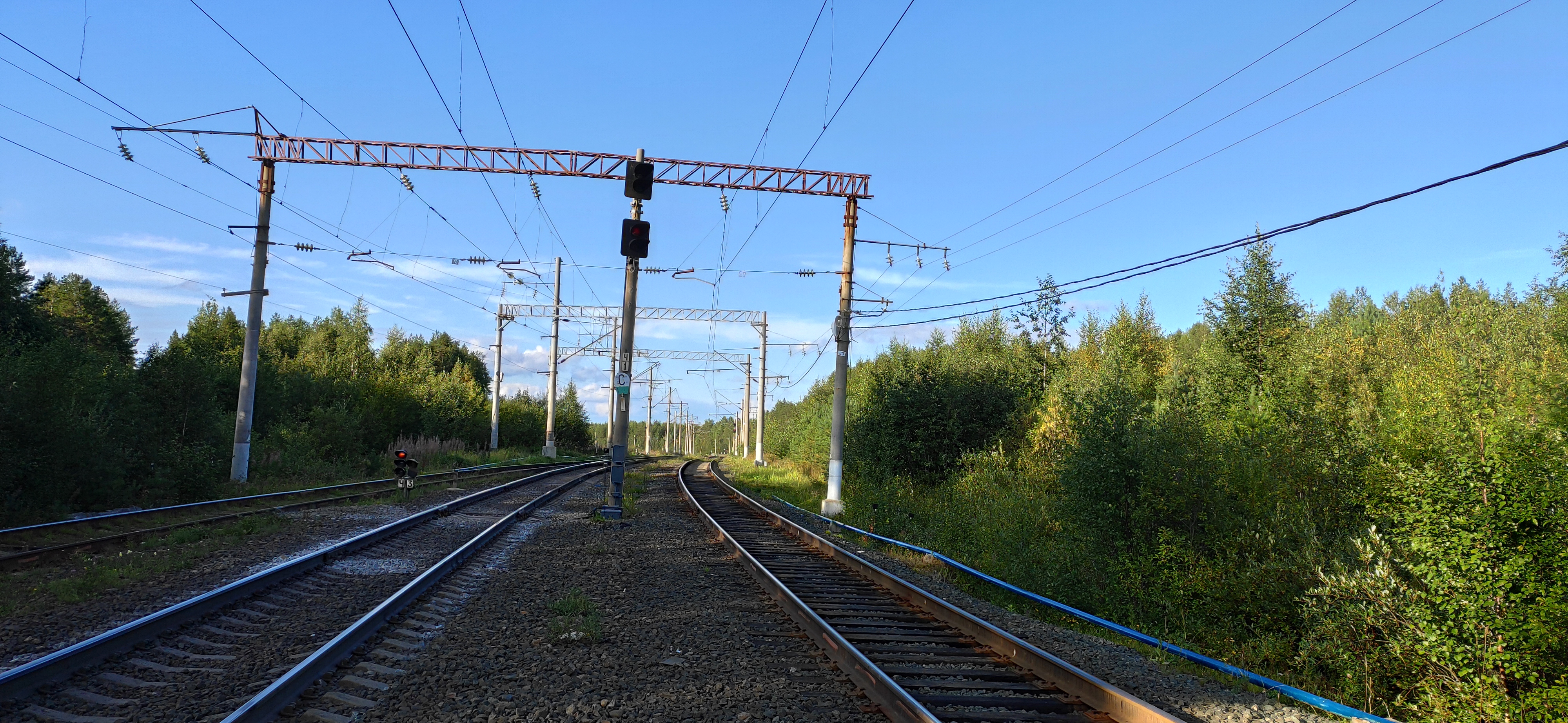
torowisko, widok w stronę Murmańska